# 瓦爾迪茲 (科羅拉多州)
瓦爾德茲（英語：Valdez）是位於美國科羅拉多州拉斯阿尼馬斯縣的一個人口普查指定地區。

## 地理
瓦爾德茲的座標為37°07′20″N 104°42′07″W / 37.12222°N 104.70194°W，而該地最高點為海拔高度1978米（即6489英尺）。

## 人口
根據2010年美國人口普查的數據，瓦爾德茲的面積為4.17平方千米，當中陸地面積為4.17平方千米，而水域面積為0.000平方千米。當地共有人口47人，而人口密度為每平方千米11人。